# Dollar (chanson)
 (février 2017).
Pour les articles homonymes, voir Dollar (homonymie).
Dollar est une chanson satirique écrite par Jean Villard-Gilles en juillet 1932. 

## Historique
Il s’agissait d’étoffer le tour de chant de son duo Gilles & Julien qui avait modestement débuté en avril précédent au petit music-hall Théâtre des Fantaisies-Montrouge à Paris (XIVe). C’est cette chanson qui déclencha le 29 octobre l’enthousiasme du public de L’Empire, grand music-hall de la capitale ; les duettistes avaient été appelés à remplacer au pied levé le « Mage » Jan Hanussen qui s’était fait huer par le public (il ira conseiller Hitler  quelques mois puis sera liquidé).
Ce succès marque le début de la notoriété du duo. La firme Columbia l’enregistre dès le 10 novembre. Ce succès repose sur l’innovation théâtrale apportée par Gilles & Julien, ainsi que sur la portée subversive de la chanson, suivie par bien d’autres.

## Interprètes
On trouve dans le commerce et en ligne l’interprétation historique de Gilles & Julien ; à l’autre bout de sa carrière, version emblématique de la gloire de cette chanson, celle que lui offrirent les futures étoiles de la chanson romande, en 1979. Et encore l’interprétation de Pascal Auberson, du duo français Rabetaud-Desmons, du duo Bühler-Sarclo, etc...

## Caractères de la chanson
En 1932, la crise économique bat son plein, et Jean Villard-Gilles est le premier dans la chanson à donner une voix au sentiment si répandu alors de révolte contre l’aberration éclatante du capitalisme en crise[réf. nécessaire] ; voici ce qu’il écrit rétrospectivement  : « 1932. Le fascisme a déjà transformé l’Italie en caserne et remplacé, aux mains de ses enfants, les mandolines par des mitraillettes. Hitler, obscur petit agitateur, vient de se hisser au premier plan de la vie politique, porté par l’enthousiasme des masses teutonnes, assoiffées d’espace vital. L’Europe commence à sentir les effets de la crise économique aux États-Unis où le mythe de la prospérité s’est effondré, brusquement. Le Dieu Dollar, vidé de son trône, gémit le cul par terre ».
En quatre couplets de 16 vers de base octosyllabique rythmée tous les 4 vers d’un vers de 2 syllabes qui claque[style à revoir] la rime au mot « dollar » (renversée à la fin en « de l’or ! »), le texte scande des énumérations mitraillant[style à revoir] la frénésie économique : « On joue, on gagne, on perd, on triche. / Pétrol’, chaussett’s, terrains, en friches, / Tout s’achèt’, tout s’vend, on d’vient riche, / Dollar !/ (...) Jusqu’au bon Dieu qu’on mobilise / Et qu’on débit’ dans chaque église / aux enchèr’s comme un’ marchandise / A coups d’Dollars ! »
Sortie en 1932, la chanson précède Les Temps modernes de Chaplin (1936) et aborde déjà le thème de la déshumanisation induite par le capitalisme; à preuve cette nécessairement longue citation : « Autos, phonos, radios, machines, / Trucs chimiques pour faire la cuisine, / Chaque maison est une usine / Standard. / A l’aub’ dans un’ Ford de série, / On va vendr’ son épicerie / Et l’soir on retrouv’ sa chérie, / Standard / Alors on fait tourner les disques, / On s’abrutit sans danger puisque / On s’est assuré contr’ tous risques / Veinard ! / La vie qui tourn’ comme une roue / Vous éclabousse et vous secoue. / Il aim’ vous rouler dans la boue, / Le dieu Dollar ».
Pour la musique de Dollar, Jean-Pierre Moulin observe qu’elle « est exactement adaptée aux paroles. Un rythme pressé de rumba pour le couplet, dans une tonalité mineure qui accentue le caractère tragi-comique du thème. Un tango plus lent, pour le refrain, dans la tonalité majeure, en vif contraste avec le couplet ; comme si soudain la course éperdue vers le dollar s’arrêtait et que le symbole se transformait en une image musicale d’une divinité, d’une idole apparaissant devant la foule de ses dévots. Avec in fine cette prophétie : Mais sous un ciel de cendre, / Vous verrez un soir / Le dieu Dollar descendre / Du haut d’son perchoir / Et devant ses machines, / Sans comprendre encore / l’homm’ crever de famine / Sous des montagnes d’or ».[réf. nécessaire]
Moulin conclut : « Gilles rejoint ainsi la lignée qui, du XVe au XXe siècle, abonde en faiseurs de chansons, en poètes populaires qui sont en même temps chroniqueurs et pour tout dire journalistes avant la lettre. (...) Avant Jean Tranchant, avant Jean Sablon, avant Trenet qui n’a alors que dix-huit ans, Gilles déploie sa personnalité d’auteur-compositeur accompli ».